# Polsat News
Polsat News est une chaîne d'information en continu polonaise. Elle est notamment disponible dans le bouquet numérique de télédiffusion Polsat Cyfrowy et sur le câble (UPC).

## Histoire
Polsat News a été lancée le 7 juin 2008 à 7 heures. Il s'agit de la première chaîne d'information en continu diffusée au format 16:9 en Pologne. L'émission test a été achevée le 14 juillet 2008. Dans un premier temps, la chaîne était diffusée en clair car elle devait bénéficier d'une bonne couverture sur le câble. Le 1er août 2008, Polsat News a commencé à diffuser des spots publicitaires. Le 1er mars 2009, quelques minutes après minuit, la chaîne a été encodée en Nagravision 3 (dans le bouquet Cyfrowy Polsat).
Le programme en direct est diffusé de 05h59 à 23h50. Les services d'information sont diffusés toutes les demi-heures (pendant l'émission matinale Nowy dzień, toutes les 15 minutes). Au total, la chaîne emploie plus de 400 personnes, dont près de la moitié dans l'équipe de rédaction. L'émission la plus regardée de la chaîne est Gość Wydarzeń, qui est diffusé immédiatement après Wydarzenia et est regardé par en moyenne 58 000 téléspectateurs par jour.